# Our Hollow, Our Home
Our Hollow, Our Home est un groupe britannique de metalcore, originaire de Southampton.

## Histoire
Our Hollow, Our Home est formé en 2013 dans la ville britannique de Southampton. La première formation complète du groupe est composée du chanteur Connor Hallisey, des deux guitaristes Josh White et Tobias Young, ainsi que du bassiste Tim Hoolahan et du batteur James Tuckey. En 2015, Redefine, le premier EP que les musiciens ont financé de leur poche, sort en auto-distribution. Le premier album, Hartsick, sort en mars 2017, également en autoproduction, et permet au groupe de se faire connaître au Royaume-Uni. Du 24 mai au 4 juin 2017, le groupe effectue sa première tournée de tête d'affiche dans plusieurs pays d'Europe. Auparavant, Our Hollow, Our Home avait effectué une tournée de concerts au Royaume-Uni, accompagné par Sworn Amongst.
En février 2023, tous les membres du groupe, à l'exception du guitariste et chanteur Tobias Young, quittent le groupe. Deux mois plus tard, le groupe a réussi à présenter une formation presque entièrement nouvelle et actuelle.
Le 9 juillet 2024, Tobias annonce sur les réseaux sociaux que l'album produit au cours de l'année sera leur 4e et dernier album[source secondaire nécessaire].

## Style musical
Le style musical de Our Hollow, Our Home est décrite comme du metalcore de qualité et mélodique, avec des accroches dans les refrains et des breakdowns violents. Dans ce contexte, les refrains sont décrits comme du post-hardcore, tandis que les musiciens intègrent également des influences de death metal mélodique, de thrash metal et de metalcore moderne dans leur musique.
Des groupes comme Any Given Day, While She Sleeps et Bury Tomorrow sont cités comme comparaisons musicales,. Comme Breakdown of Sanity, les musiciens travaillent selon le principe du DIY.

## Discographie
- 2015 : //Redefine (EP, autoproduit)
- 2017 : Hartsick (album, Hollow Music)
- 2017 : Shape of You (single, Hollow Music)
- 2018 : In Moment // In Memory (album, Hollow Music)
- 2021 : Burn in the Flood (album, Hollow Music)